# Національна жіноча футбольна ліга
Національна жіноча футбольна ліга (NWSL) — професійна жіноча футбольна ліга, що посідає перше місце в системі жіночого футболу Сполучених Штатів. Вона належить команда, а до 2020 року перебувала за контрактом на управлінні  Федерації футболу Сполучених Штатів.

## Формат турніру
Кожна команда має провести 30 ігор регулярного сезону (15 домашніх та 15 виїзних). Команда, яка набирає найбільшу кількість очок у регулярному чемпіонаті NWSL, отримує трофей «Щит національної жіночої футбольної ліги» (NWSL Shield). 
Вісім команд, які набрали найбільшу кількість очок у регулярному чемпіонаті, кваліфікуються до плей-оф. Фінальний матч плей-оф відбувається на полі команди, яка набрала більше очок у регулярному чемпіонаті. Команда яка виграє у фінальному матчі отримує звання чемпіона NWSL.
Національна жіноча футбольна ліга є закритою, тому відрізняється від більшості футбольних ліг у світі тим, що у ній відсутня система підвищення-пониження у класі, оскільки членство у лізі фіксоване.
Ліга також розігрує «Кубок Виклику національної жіночої футбольної ліги» (NWSL Challenge Cup), який з 2024 року є суперкубком з однієї гри між чинним володарем NWSL Shield та чинним чемпіоном NWSL.

## Команди NWSL
| Команда               | Місто                     | Засновано | Доєднався до ліги |
| --------------------- | ------------------------- | --------- | ----------------- |
| «Бей ФК»              | Сан-Хосе (Каліфорнія)     | 2023      | 2024              |
| «Бостон»              | Бостон (Массачусетс)      | 2023      | 2026              |
| «Вашингтон Спіріт»    | Вашингтон (Колумбія)      | 2012      | 2013              |
| «Готем»               | Нью-Йорк—Нью-Джерсі       | 2007      | 2013              |
| «Денвер»              | Денвер (Колумбія)         | 2025      | 2026              |
| «Енджел Сіті»         | Лос-Анджелес (Каліфорнія) | 2020      | 2022              |
| «Канзас Сіті Каррент» | Канзас-Сіті (Міссурі)     | 2020      | 2021              |
| «ОЛ Рейн»             | Сіетл (Вашингтон)         | 2012      | 2013              |
| «Орландо Прайд»       | Орландо (Флорида)         | 2015      | 2016              |
| «Каредж»              | Кері (Північна Кароліна)  | 2017      | 2017              |
| «Портленд Торнс»      | Портленд (Орегон)         | 2012      | 2013              |
| «Расінг Луїсвілл»     | Луїсвілл (Кентуккі)       | 2019      | 2021              |
| «Сан-Дієго Вейв»      | Сан-Дієго (Каліфорнія)    | 2021      | 2022              |
| «Х'юстон Деш»         | Х'юстон (Техас)           | 2013      | 2014              |
| «Чикаго Старз»        | Чикаго (Іллінойс)         | 2006      | 2013              |
| «Юта Роялс»           | Солт-Лейк-Сіті (Юта)      | 2017      | 2024              |

## Клуби, що вигравали NWSL Championship
Переможцями плей-оф NWSL Championship ставали 7 клубів
| Місце | Клуб                       | Переможець | Фіналіст | Переможні роки   | Роки фіналів     |
| ----- | -------------------------- | ---------- | -------- | ---------------- | ---------------- |
| 1     | «Портленд Торнс»           | 3          | 1        | 2013, 2017, 2022 | 2018             |
| 2     | «Північна Кароліна Каредж» | 2          | 1        | 2018, 2019       | 2017             |
| 3     | «Канзас Сіті»              | 2          | 0        | 2014, 2015       | —                |
| 4     | «Вашингтон Спіріт»         | 1          | 2        | 2021             | 2016, 2024       |
| 5     | «Вестерн Нью-Йорк Флеш»    | 1          | 1        | 2016             | 2013             |
| 6     | «Готем»                    | 1          | 0        | 2023             | —                |
| 7     | «Орландо Прайд»            | 1          | 0        | 2024             | —                |
| 8     | «Сієтл Рейн»               | 0          | 3        | —                | 2014, 2015, 2023 |
| 9     | «Чикаго Ред Старз»         | 0          | 2        | —                | 2019, 2021       |
| 10    | «Канзас Сіті Каррент»      | 0          | 1        | —                | 2022             |

## Клуби, що вигравали NWSL Shield
Переможцями регулярного сезону ставали 6 клубів
| Місце | Клуб                       | Кількість перемог | Сезони           |
| ----- | -------------------------- | ----------------- | ---------------- |
| 1     | «Північна Кароліна Каредж» | 3                 | 2017, 2018, 2019 |
| 2     | «Сієтл Рейн»               | 3                 | 2014, 2015, 2022 |
| 3     | «Портленд Торнс»           | 2                 | 2016, 2021       |
| 4     | «Орландо Прайд»            | 1                 | 2024             |
| 5     | «Сан-Дієго Вейв»           | 1                 | 2023             |
| 6     | «Вестерн Нью-Йорк Флеш»    | 1                 | 2013             |

## Переможці по сезонам
| Сезон | Переможець плей-оф NWSL Championship            | Переможець регулярного сезону NWSL Shield       |
| ----- | ----------------------------------------------- | ----------------------------------------------- |
| 2013  | «Портленд Торнс»                                | «Вестерн Нью-Йорк Флеш»                         |
| 2014  | «Канзас Сіті»                                   | «Сієтл Рейн»                                    |
| 2015  | «Канзас Сіті» (2)                               | «Сієтл Рейн» (2)                                |
| 2016  | «Вестерн Нью-Йорк Флеш»                         | «Портленд Торнс»                                |
| 2017  | «Портленд Торнс» (2)                            | «Каредж»                                        |
| 2018  | «Каредж»                                        | «Каредж» (2)                                    |
| 2019  | «Каредж» (2)                                    | «Каредж» (3)                                    |
| 2020  | Через пандемію Covid-19 чемпіонат не проводився | Через пандемію Covid-19 чемпіонат не проводився |
| 2021  | «Вашингтон Спіріт»                              | «Портленд Торнс» (2)                            |
| 2022  | «Портленд Торнс» (3)                            | «ОЛ Рейн» (3)                                   |
| 2023  | «Готем»                                         | «Сан-Дієго Вейв»                                |
| 2024  | «Орландо Прайд»                                 | «Орландо Прайд»                                 |

1. ↑  команда була розформована у 2018 році та більше не є учасницею NWSL
2. ↑  команда була розформована у 2017 році та більше не є учасницею NWSL
3. ↑  команда наразі виступає під назвою «ОЛ Рейн»